# Youssef Chraibi
Pour les articles homonymes, voir Chraibi.
Youssef Chraibi (en arabe : يوسف الشرايبي), né en 1976 est un entrepreneur marocain dans le domaine de l'outsourcing.

## Biographie

### Formation
Youssef Chraibi fait ses études au lycée Lyautey de Casablanca et y obtient un baccalauréat scientifique. Il part à Paris pour poursuivre ses études.
En 1996, il intègre HEC Paris dont il est diplômé en 2001.

### Carrière
En 1999, à l'âge de 24 ans, il co-fonde avec Loïc Le Meur, Marketo.com, une « marketplace digitale ». L'entreprise obtient ensuite 10 millions d'euros du fonds Europeweb de Bernard Arnault avant d’être cédée à Vivendi en 2001.
Il réalise ensuite des missions de conseil dans le secteur des télécoms chez Orange et Bouygues Telecom[réf. nécessaire].
En 2003, il crée Outsourcia, groupe spécialisé dans l'externalisation de la relation client et de processus métiers (Business Process Outsourcing, BPO),,,. Chraibi déclare en 2020 que l'entreprise emploie 1 800 collaborateurs.
En janvier 2010, il devient président de l'Association marocaine de la relation client (AMRC),,.
En 2016, Youssef Chraibi conclut un partenariat avec AfricInvest pour accompagner la croissance d’Outsourcia. Cette alliance vise à accélérer le développement du groupe en Europe et en Afrique à travers le modèle « Acquire & Migrate ».
Début 2021, il crée et préside la Fédération marocaine de l'externalisation des services (FMES), organisation statutaire au sein de la Confédération générale des entreprises du Maroc (CGEM).
En 2022, SPE Capital entre au capital de son groupe. Ce partenariat vise à renforcer la présence internationale d’Outsourcia.
En 2022, Youssef Chraibi pilote l'acquisition de PhoneAct, spécialisée dans la relation client en Tunisie. Cette opération permet au groupe d’élargir sa présence en Afrique du Nord et de renforcer ses capacités multilingues et multicanales.
En 2025, il mène l’acquisition de Somezzo, spécialisé dans la relation client externalisée et le Business Process Outsourcing (BPO). À travers cette intégration, il consolide l’expertise du groupe dans l’externalisation des processus métiers et étend son portefeuille de services auprès de grands comptes en France et à l’international.
Il a reçu le Prix du Jeune Entrepreneur du Centre du Commerce International (ONU et OMC), le WITO Award pour l’expansion internationale[réf. nécessaire], ainsi qu’une nomination dans le Top 100 Choiseul Africa des jeunes leaders africains[réf. nécessaire]. La Bourse de Londres l’a sélectionné dans son initiative “Companies to Inspire Africa”[réf. nécessaire].